# Ramură colică a arterei ileocolice
Ramura colică a arterei ileocolice este o arteră mică în abdomen. Artera ileocolică a arterei mezenterice superioare se ramifică în artera colică ascendentă, arterele cecale anterioare și posterioare, artera apendiculară și ramurile iliace.